# Andoni Agirregomezkorta
Andoni Agirregomezkorta Muñoz (San Sebastián, Guipúzcoa, 11 de abril de 1971) es un actor y humorista español. 
Su trabajo más conocido es el que ocupó desde 2003 hasta 2011 y nuevamente ocupa desde 2015 en Vaya semanita como presentador y actor. 
Desde 1997 hasta el 2003 realizó estudios de interpretación teatral. 
Agirregomezkorta cuenta con una amplia experiencia en televisión y teatro.

## Carrera como actor
- 1998 : obra teatral Tú a tú.
- 1999: varios sketches del programa de ETB-1 Sorginen Laratza.
- 2000: obra teatral Pulsos.
- 2000: homenaje a Lluís Companys, anuncio interactivo de Euskaltel.
- 2001: ocho capítulos en la serie de ETB-1 Hasiberriak.
- 2001: La importancia de llamarse Ernesto.
- 2002: obra teatral Tragicomedia de don Cristóbal y la señá Rosita.
- 2002: participación en el programa Balearen sabeletik de Radio Popular de Loyola y San Sebastián.
- 2002: spot de la campaña de EiTB Estamos abiertos.
- 2003-2011/2015: Vaya semanita (ETB).
- 2004: obra teatral A ze parea!
- 2005: spots de cerveza Keler Epa!
- 2005: largometraje El síndrome de Svensson.
- 2005: telefilme Zeru Horiek.
- 2009: Euskolegas.
- 2010: participación en el programa de TVG Comando Chef
- 2012 : La que se avecina, un episodio.
- 2012: Euskadi Movie (ETB).
- 2012: Irrikitown (ETB).
- 2013: Esposados, en Telecinco.
- 2013: obra teatral  Muchas noches, buenas gracias.
- 2013: largometraje Dos a la carta.
- 2015: Gym Tony en Cuatro, un episodio.
- 2015: Mi gran noche.
- 2016: Cuerpo de élite.
- 2017: Ella es tu padre.
- 2018: Cuerpo de élite, primer episodio.
- 2018: Sabuesos, un episodio.
- 2019: Hoy no, mañana.
- 2020: Benidorm.
- 2022: Machos alfa, 2 episodios.